# Cyclopes
Cyclopes é um género de tamanduaís, da família monotípica dos ciclopedídeos (Cyclopedidae). As espécies são nativas da América Central, Sul, e Trindade e Tobago.

## Espécies
Se reconhecem as seguintes:
- Cyclopes didactylus (Linnaeus, 1758): norte e nordeste do Brasil, Suriname, Guiana Francesa, Guiana, Trinidade e Tobago, Venezuela e este da Colômbia.
- Cyclopes dorsalis (Gray, 1865): México, América Central, norte, centro e oeste da Colômbia, e oeste do Equador.
- Cyclopes ida Thomas, 1900: sul da Colômbia, este do Equador, Loreto, Peru, e noroeste do Amazonas, Brasil.
- Cyclopes catellus Thomas, 1928: este da Bolívia.
- Cyclopes rufus Miranda et al., 2017: Rondônia, Brasil, entre os rios Madeira e Aripuanã.
- Cyclopes thomasi Miranda et al., 2017: Acre, Brasil; Ucayali e Pasco, no Peru.
- Cyclopes xinguensis Miranda et al., 2017: bacia do rio Xingu, Pará, Brasil.